# View from the Vault, Volume Two
View from the Vault, Volume Two je koncertní trojalbum skupiny Grateful Dead. Jedná se o druhou část série View from the Vault. Album vyšlo v červnu 2001. Nahrávky pocházejí z let 1990-1991.

## Seznam skladeb
| Disk 1 | Disk 1                  | Disk 1                    | Disk 1 |
| Pořadí | Název                   | Autor                     | Délka  |
| ------ | ----------------------- | ------------------------- | ------ |
| 1.     | Cold Rain & Snow        | trad., arr. Grateful Dead | 7:00   |
| 2.     | Wang Dang Doodle        | Dixon                     | 6:39   |
| 3.     | Jack-a-Roe              | trad., arr. Grateful Dead | 5:48   |
| 4.     | Big River               | Cash                      | 5:43   |
| 5.     | Maggie's Farm           | Dlan                      | 7:44   |
| 6.     | Row Jimmy               | Hunter, Garcia            | 11:04  |
| 7.     | Black-Throated Wind     | Barlow, Weir              | 7:19   |
| 8.     | Tennessee Jed           | Hunter, Garcia            | 7:49   |
| 9.     | The Music Never Stopped | Barlow, Weir              | 8:55   |

| Disk 2 | Disk 2            | Disk 2                                                | Disk 2 |
| Pořadí | Název             | Autor                                                 | Délka  |
| ------ | ----------------- | ----------------------------------------------------- | ------ |
| 1.     | Help on the Way   | Hunter, Garcia                                        | 4:33   |
| 2.     | Slipknot!         | Grateful Dead                                         | 8:30   |
| 3.     | Franklin's Tower  | Hunter, Garcia, Kreutzmann                            | 12:27  |
| 4.     | Estimated Prophet | Barlow, Weir                                          | 13:08  |
| 5.     | Dark Star         | Hunter, Garcia, Hart, Kreutzman, Lesh, McKernan, Weir | 11:29  |
| 6.     | Drums             | Hart, Kreutzman                                       | 9:54   |
| 7.     | Space             | Garcia, Lesh, Weir                                    | 6:26   |

| Disk 3         | Disk 3                       | Disk 3                                                | Disk 3 |
| Pořadí         | Název                        | Autor                                                 | Délka  |
| -------------- | ---------------------------- | ----------------------------------------------------- | ------ |
| 1.             | Stella Blue                  | Hunter, Garcia                                        | 13:10  |
| 2.             | Turn on Your Love Light      | Malone, Scott                                         | 9:13   |
| 3.             | It's All Over Now, Baby Blue | Dylan                                                 | 7:16   |
| 4.             | Victim or the Crime (bonus)  | Graham, Weir                                          | 8:29   |
| 5.             | Foolish Heart (bonus)        | Hunter, Garcia                                        | 10:10  |
| 6.             | Dark Star (bonus)            | Hunter, Garcia, Hart, Kreutzman, Lesh, McKernan, Weir | 24:58  |
| Celková délka: | Celková délka:               | Celková délka:                                        | 207:44 |

## Sestava
- Jerry Garcia - sólová kytara, zpěv
- Bob Weir - rytmická kytara, zpěv
- Phil Lesh - basová kytara, zpěv
- Vince Welnick - klávesy, zpěv
- Mickey Hart - bicí, perkuse
- Bill Kreutzman - bicí, perkuse
- Bruce Hornsby - akordeon, piáno, syntezátor, zpěv